# OM Daino
 (mars 2008).
Si vous disposez d'ouvrages ou d'articles de référence ou si vous connaissez des sites web de qualité traitant du thème abordé ici, merci de compléter l'article en donnant les références utiles à sa vérifiabilité et en les liant à la section « Notes et références ».
L'OM Daino était un camion fabriqué par le constructeur italien OM de 1965 à 1972. 
Il disposait du même moteur réputé très fiable de 81 ch du Leoncino et de la même cabine.
Au sein de la série moyenne OM aux appellations zoologiques qui comprenait des modèles allant de 5 à 10 tonnes de PTC, le Daino se plaçait en seconde position derrière le Tigrotto avec un PTC de 7,5 tonnes et une charge utile de plus de 4,5 tonnes.